# Yann Demange
Yann Demange (Parijs, 1977) is een Franse film- en televisieregisseur.

## Biografie en carrière
Yann Demange werd in 1977 geboren in Parijs, als de zoon van een Franse moeder en een Algerijnse vader. Zijn tante, die geen actrice was, vertolkte ooit een kleine rol in de film The Battle of Algiers (1966). Op tweejarige leeftijd verhuisde hij met zijn moeder en twee oudere broers naar Londen. Op 18-jarige leeftijd begon hij als assistent bij de productie van muziekvideo's. Nadien studeerde hij aan de London College of Printing. Later maakte hij enkele documentaires voor General Electric.
In de jaren 2000 mocht hij via een studiebeurs van Disney aan de National Film and Television School studeren. Vervolgens sloot hij zich aan bij het  talentenbureau ICM Partners, waarna hij enkele afleveringen van de Britse tv-serie Secret Diary of a Call Girl (2007) mocht regisseren. In 2008 werkte hij als regisseur ook mee aan de horrorreeks Dead Set. In 2011 regisseerde hij alle afleveringen van het eerste seizoen van de Channel 4-misdaadserie Top Boy.
Enkele jaren later maakte Demange zijn filmdebuut met '71 (2014), een thriller die zich afspeelt tijdens The Troubles in Noord-Ierland. De film met hoofdrolspeler Jack O'Connell leverde de regisseur een BAFTA-nominatie op in de categorie voor beste Britse debuut. Daarnaast won Demange ook de British Independent Film Award voor beste regie.

## Filmografie

### Televisie
- Secret Diary of a Call Girl (2007)
- Coming Up (2008)
- Dead Set (2008)
- Criminal Justice (2009)
- Top Boy (2011)

### Film
- '71 (2014)
- White Boy Rick (2018)